# Pär Mårts
Pär Mårts (né le 30 avril 1953 à Falun en Suède) est un joueur professionnel puis entraineur suédois de hockey sur glace. Il entraine en ce moment l'équipe nationale suédoise.

## Biographie

### Joueur

#### Carrière en club
Il débute en Division 2 en 1971 avec le VIK Västerås HK, qui montera l'année suivante en Division 1. En 1974, Västerås est relégué et Pär passe au AIK IF. En 1975, la Division 1 devient l'Elitserien. En 1980, Mårts retourne avec le VIK Västerås HK en Division 1, qui est devenu le second niveau national. À la fin de la saison 1985, il prend sa retraite.

#### Carrière internationale
Il représente la Suède en sélections jeunes. Puis il joue pour l'équipe B au niveau international.

### Entraîneur

#### Carrière en club
En 1986, il commence à entrainer le VIK Västerås HK en Division 1. En 1988, après une année sans le poste, il retrouve le banc du VIK Västerås HK, maintenant en Elitserien. En 1998, il devient entraineur du AIK IF, puis, trois ans plus tard, du HV 71.

#### Carrière internationale
En 2007, il devient entraineur de l'équipe nationale suédoise. En 2013, il remporte une médaille d'or avec la Suède au championnat du monde.